# コミンテルン執行委員会国際連絡部
コミンテルン執行委員会国際連絡部（ロシア語: Отдел международной связи; ОМС（オムス）、英語: International Liaison Department）は、1921年から1939年にかけてコミンテルン執行委員会に設置された非公式機関。コミンテルン執行委員会国際連絡課、ロシア語頭文字略称をラテン文字で表記したOMSの呼称も見られる。
世界各国の共産党に特使を派遣し、資金を手渡したり指令を伝えたりする役割を担った。

## 沿革
オムスは1921年7月の第3回コミンテルン世界大会（ロシア語版）において創設された。その目的はロシアの外にある共産党に対して支援、助言、資金提供を行うためであった。1923年、オムスはメール・トリリッセルらによる「非合法委員会」からの指示を受けるようになった。1924年には、労農赤軍情報局（ГРУ）と統合国家政治保安部ОГПУの管轄下に入った。
歴史家のRaymond W. Leonardは、「1919年から1922年にかけて、人々は頻繁にРазведупр（参謀本部情報総局）とコミンテルンの間を行き来した。戦間期の残りの間はずっと赤軍がエージェントへの支援と人材確保のためにコミンテルン、とりわけオムスを利用した。1927年以降は、オムスのエージェントはコミンテルンと赤軍のインテリジェンス係との連絡役を果たした」と言及している。
1927年4月に中国官憲は北京の外交随行員を検挙し、同年5月にはスコットランドヤードがロンドンのアルコスを検挙した。この2度の国際的な検挙によってオムスはソビエト連邦の外交作戦からは遠ざかるようになった。1930年代にはインテリジェンス作戦に重きを置くようになる。これらは1935年、あるいは1937年にトリリッセルが任命されて以来、ОГПУと合同で行われるようになった。
1937年から1939年にかけて、オムスは反革命の牙城であるとの批判を受け、その存在は「完全に抹殺された」。なお、レフ・トロツキーがオムスの活動の発展について記述を残している。

## 人事
オムスの最初の責任者はオシップ・ピアトニツキーである。クリヴィツキーは、この役割がピアトニツキーをして能率的な「コミンテルンの経済大臣兼人事部長」たらしめたと評している。トリリッセル（モスクヴィン）が1937年にピアトニツキーから責任者の地位を引き継いだ。
コミンテルン執行委員会におけるオムスの代表者はアレクサンドル・アブラモフ＝ミロフであり、「ヨーロッパのオムス代表」とも呼ばれた。1935年には、スイスのメルテ・ジマーマン（フリッツ・プラッテンの妻）がオムス本部の密使部門の責任者としてモスクワでオムスの職員として働いていた。
ドイツにおける責任者はアブラモフ＝ミロフであった 。クリヴィツキーは「旧知の仲である」アブラモフ＝ミロフについて、1921年から1930年にかけてドイツに駐在していたと言及している。その次には、1920年代中盤にハンス・キッペンベルガーが「レオ」ないし「アルフレッド・ランゲル」として、クリヴィツキーおよびフョードル・ラスコーリニコフの妻ラリサ・レイスネルの部下として働いた。その後任はFritz Burdeで、その部下にはのちに作家となるアーサー・ケストラーがいた。1925年、リヒャルト・ゾルゲがドイツのオムス職員となり、「コミンテルンのインテリジェンスネットワーク構築の任をうけた」。1933年のナチ政権成立以前のドイツにおけるオムスの最後の責任者はレオ・フリーグである 。プロパガンディストのヴィリ・ミュンツェンベルクがオムスに資金を提供していた。
オーストリアにおける初期の指導者はイレール・ヌーラン（ヤコブ・ルドニク）であり、1929年まではアルノルド・デイチが活動家の一人であった。デイチはオムスの活動のためにルーマニア、ギリシア、英領パレスチナ、仏領シリアなどに赴いた。キム・フィルビーがオーストリアにおけるオムスの密使として働いていた可能性がある。
デンマークにおいては、オムスのエージェントとしてRichard Jensenがおり、George Mink（ウィテカー・チャンバースの変名）の支援を受けていた。
オランダにおける責任者はヘンドリクス・スネーフリートであった。
英国においては、オムスのエージェントはアール・ブラウダーの愛人であったキティ・ハリスから無線と写真術の訓練を受けており、ドナルド・マクリーンを育てたのも彼女である。
中国においては、責任者は「亡命者に成りすましたロシア人同志」でアルトゥル・エーベルトの友人だった人物である。1931年にゾルゲが上海に到着した際には、オムスのエージェントであるアグネス・スメドレーとウルスラ・クチンスキーが彼を支援した。1931年のJoseph Ducrouxの上海での逮捕がオムスの国際的位置を傷つけた。さらに同年にはイレール・ヌーランに関する「ヌーレンス問題」があり、これらがオムスの方針に影響した。
トルコにおいては、1920年代初頭にトリッセルが責任者を務めた。
アメリカ合衆国におけるオムスの代表者はアレクサンドル・エプスタインであり、1921年に着任し10年近く在任した。エプスタインはのちにジュリエット・スチュアート・ポインツに連座した。1933年から1938年にかけての責任者はSolomon Vladimirovich Mikhelson-Manuilov（Соломон Владимирович Михелсон-Мануилов）であった。ある時期にはアメリカ共産党書記長のアール・ブラウダーがJ・ペータースをオムスにおける連絡役にした。ペータースは自国産の「非合法装置」の発展に努め、ウィテカー・チャンバースやアルジャー・ヒスなどのウェアグループに結実した。1935年にペータースが著した"The Communist Party: A Manual on Organization"には次のような記述がある。
共産党はなによりも労働者階級と党の利益にかなうことを最優先としている。党はそれらのためにあらゆる形態の組織を動かしている。当然のことながら、ある種の組織形態には党の合法的存在が適しているし、他の形態においては非公然非合法という条件が適している。

### 歴代責任者
- 1920年-1921年　ダヴィド・ベイカ
- 1921年-1922年　オシップ・ピアトニツキー
- 1922年-1925年　ピョートル・ヴォンペ (Вомпе, Пётр Александрович)
- 1925年-1926年　アレクサンドル・アブラモヴィチ（ロシア語版）
- 1926年-1935年　アレクサンドル・アブラモフ＝ミロフ（ロシア語版、英語版）
- 1935年-1937年　ボリス・メリニコフ（ロシア語版）
- 1937年-1943年　コンスタンチン・スハレフ (Сухарев, Константин Петрович)

## 活動
1939年、ソビエトから亡命したウォルター・クリヴィツキーはオムスを「常駐エージェントの国際ネットワーク」と記述している。そればかりか、「オムスの代表者らは駐在地域の共産党の指導者らを支配している」「オムスに任じられた最も繊細な仕事は、各共産党への資金提供である」とも述べている。
1999年、歴史家のRaymond W. Leonardは、「コミンテルンとオムスの支援を通じて、外国の共産党はイデオロギーに身を捧げるエージェントの供給源を得ていた」と言及している。彼はまた、インテリジェンス部門は「おそらくオムスが赤軍に各共産党との連絡任務を共にするよう要請したために作られた組織だ」としている。

2002年、歴史家のDavid McKnightは次のように言及した。
コミンテルンの陰謀の最も激しい実践的適用は、その国際連絡部であるオムスによってなされた。この組織は地下活動を支える活動と秘密連絡に取り掛かった。これらの活動には資金と文書の送達、パスポートや他の文書の作成、非合法の党のための隠れ家の運営や偽装工作の技術的支援が含まれた。
2007年、歴史家のNigel Westはおそらくオムス単体に関して言うなら英語で最も長い文章を彼の著書に掲載した。。2011年、歴史家のThomas L. Sakmysterは次のように言及した。
オムスはコミンテルンの破壊活動・陰謀のための連絡部門である。その機能はГПУおよびОГПУと重複しており、時にそれらの活動家がコミンテルン側に任命されることもあった。しかしオムスは独自の活動を維持し、海外の各共産党中央委員会への代表を持っていた。
2014年、ソビエトの専門家であるBoris Volodarskyはオムスは「あまり知られていないインテリジェンスサービス」であり、「コミュニケーションサービス（Служба Связи）」に先立って存在したコミンテルンのインテリジェンス部門だった」と述べている。
オムスが「ソビエトの二つの主要インテリジェンス部門の付属品であった」ことについては、ほとんどの情報源において一致している。
Milderは次のように述べている。「オムスは海外の党への財務上の援助、指示の伝達、文書の用意、モスクワのホテル・ルックスに滞在する共産党指導者の世話を手配した」。無線通信もオムスの任務として取り組まれ、David Glazerがこれを指導した。パスポートの偽造（作成ではない）はオムスの主要な機能の一つであり、アメリカのパスポートが好まれたという。オムスは独自の暗号手段も保持しており、コミンテルンの記号論理学部門として機能していた。

## 主要拠点
オムスの国際本部はベルリンの131-132 Wilhelmstrasse in the offices of Fuhrer Verlagに存在した。オムスの訓練学校はモスクワのクンツェボ付近にあり、ベルリンでも追加訓練が可能であった。国際レーニン学校で訓練が行われたとする資料も存在する。

## 言及
ドイツ共産党創設者のひとりであるルート・フィッシャーはその著書において、1923年にオムスの集団がドイツに送られたことについて、「13年後のスペイン国際旅団にも比肩する」と述べている。ヴィクトル・セルジュはその死後に出版された自叙伝において、オムスが彼のベルギーの（偽装）パスポートに詳細を記入する際に、子供のことについて記入することを忘れていたと言及している。オットー・クーシネンはその著書"Before and After Stalin"において、オムスを「コミンテルンの脳にして至聖所であった」と述べている。